# John Dos Passos
John Roderigo Dos Passos (Chicago, 14 de janeiro de 1896—Baltimore, 28 de setembro de 1970) foi um romancista e pintor luso-americano, descendente de imigrantes portugueses originários da Madeira.

## Biografia
Escritor modernista norte-americano, John Roderigo Dos Passos nasceu em 1896, em Chicago. Oriundo de uma família de origem portuguesa, era fruto de uma relação ilegítima entre o seu pai, o advogado John Randolph Dos Passos, e Lucy Sprigg.
Estudou na Choate School (atualmente Choate Rosemary Hall) em Wallingford, Connecticut em 1907, tendo viajado posteriormente com um professor particular numa viagem de 6 meses pela França, Inglaterra, Itália, Grécia e Médio Oriente para estudar arte clássica, arquitectura e literatura.
Licenciou-se em Harvard em 1916, partindo depois para Espanha para estudar arte e arquitectura. Em 1917 voluntariou-se para se juntar às tropas americanas durante a Primeira Guerra Mundial, ao lado dos amigos E. E. Cummings e Robert Hillyer, como condutor de ambulâncias. Regressando aos Estados Unidos, publicou a sua primeira obra, One Man's Initiation, em 1919. Com Manhattan Transfer (1925), romance que retrata em episódios a vida na cidade de Nova Iorque, obteve o reconhecimento da crítica. Publicou ainda a trilogia U.S.A., incluindo The 42nd Parallel (1930), 1919 (1932) e The Big Money (1936).
John Dos Passos e Hemingway tornaram-se amigos em Paris em 1923 (tendo-se conhecido brevemente quando conduziram ambulâncias em Itália em Junho de 1918). Tinham muitos amigos em comum, tendo Dos Passos casado com uma paixoneta de escola secundária de Hemingway, Katy Smith. Em Maio de 1937, em Espanha, zangaram-se devido a desentendimentos políticos: Hemingway era um apoiante da causa antifascista espanhola, enquanto Dos Passos tinha-se tornado desconfiado do comunismo e com a esquerda em geral.
No domínio da poesia, publicou, entre outras obras, A Pushcard at The Curb (1922). Também cultivou a narrativa de viagens, como, por exemplo, em Orient Express (1927). Nota-se neste autor uma evolução temática e filosófica, que começa por ser de carácter social, cheia de esperança, e passa por um ceticismo político, terminando nos últimos anos num conservadorismo ultradireitista. Dos Passos trabalhou como correspondente durante a Segunda Guerra Mundial.
Escreveu na revista Life em 7 de janeiro de 1946 citando que "o estupro brutal e álcool é o salário de um soldado", sobre os estupros e atrocidades cometidos pelos aliados na Alemanha pós guerra - o exército de assassinos e estupradores".
Morreu em 1970.
Morreu aos 74 anos, estando enterrado no Yeocomico Episcopal Churchyard, Kinsale, Westmoreland County, Virginia.

## Obras
- One Man's Initiation: 1917 (1920)
- Three Soldiers (1921)
- A Pushcart at the Curb (1922)
- Rosinante to the Road Again (1922)
- Streets of Night (1923)
- Manhattan Transfer (1925)
- Facing the Chair (1927)
- Orient Express (1927)
- U.S.A. (1938)
  - The 42nd Parallel (1930)
  - Nineteen Nineteen (1932)
  - The Big Money (1936)
- The Ground we Stand On (1949)
- District of Columbia (1952)
  - Adventures of a Young Man (1939)
  - Number One (1943)
  - The Grand Design (1949)
- Chosen Country (1951)
- Most Likely to Succeed (1954)
- The Head and Heart of Thomas Jefferson (1954)
- The Men Who Made the Nation (1957)
- The Great Days (1958)
- Prospects of a Golden Age (1959)
- Midcentury (1961)
- Mr. Wilson's War (1962)
- Brazil on the Move (1963)
- The Best Times: An Informal Memoir (1966)
- The Shackles of Power (1966)
- World in a Glass - A View of Our Century From the Novels of John Dos Passos (1966)
- The Portugal Story (1969)
- Century's Ebb: The Thirteenth Chronicle (1970)
- Easter Island: Island of Enigmas (1970)
- Lettres à Germaine Lucas Championnière (2007) - somente em francês

### Obras em português
- U.S.A.
  - Paralelo 42 (Lisboa: Portugália Editora, 1946, 413 p., trad. Hélder de Macedo; título original: 42 Parallel)
  - 1919 (Lisboa: Portugália Editora, 1946, 463 p., trad. Hélder de Macedo, título original: Nineteen Nineteen)
  - Dinheiro Graúdo (Lisboa: Portugália Editora, 1946, 574 p., trad. Hélder de Macedo; título original: The Big Money)
- Aventuras dum Jovem (Lisboa: Empresa Nacional de Publicidade, 1963, 385 p., trad. Antunes das Neves; título original: Adventures of a young man)
- Manhattan Transfer (Lisboa: Portugália Editora, 1963, 412 p., trad. Alfredo Amorim; título original: Manhattan Transfer)
- Três Soldados (Lisboa: Arcádia, 1966, 516 p., trad. Luís Pizarro de Melo Sampaio; título original: Three soldiers)
- Fadado para Vencer (Lisboa: Minerva, 1968, 340 p.)
- Portugal: Três Séculos de Expansão e descobrimentos (Amadora: Íbis, 1970, 469 p., trad. Maria da Graça Cardoso; título original: The Portugal story)
- Manhattan Transfer (Lisboa: Círculo de Leitores, 1989, 329 p., trad. Alfredo Amorim; título original: Manhattan Transfer)
- Manhattan Transfer (Queluz de Baixo: Presença, 2009, 411 p., trad. João Martins, ISBN 978-972-23-4122-6; título original: Manhattan Transfer)
- Paralelo 42 (Lisboa: Presença, 2009, 414 p., trad. João Martins, ISBN 978-972-23-4168-4; título: 42 Parallel)